# Aegilia
Aegilia là một chi bướm đêm thuộc họ Noctuidae.

## Loài
- Aegilia describens Walker, [1858]
- Aegilia indescribens Prout, 1922